# Léopold de Hohenzollern-Sigmaringen
Léopold de Hohenzollern-Sigmaringen, né le 22 septembre 1835 au château de Krauchenwies (près de Sigmaringen) et mort le 8 juin 1905 à Berlin, fils aîné de Charles-Antoine de Hohenzollern-Sigmaringen et de Joséphine de Bade, est un membre de la famille princière de Hohenzollern-Sigmaringen.
Le 2 juin 1885, à la mort de son père, il devient prince titulaire de Hohenzollern, titre qu'il conserve jusqu'à son décès.

## Biographie

### Éducation et carrière militaire
Très tôt ses précepteurs remarquent les aptitudes intellectuelles remarquables du prince Léopold. Il se dirige naturellement vers une carrière militaire. Initialement second-lieutenant à la suite du 1er Régiment de la Garde le 18 octobre 1851, il devient successivement premier-lieutenant le 27 avril 1858, capitaine commandant à la 4e Leib-Compagnie le 21 octobre 1859, major dans la même compagnie le 20 août 1861 et enfin général-major en 1873.

### Mariage et postérité
Léopold de Hohenzollern épouse à Lisbonne le 12 septembre 1861 l'infante Antónia de Portugal (1845-1913), fille de la reine Marie II de Portugal et de son époux, le roi-consort Ferdinand II. Ils ont trois fils :
- Guillaume de Hohenzollern-Sigmaringen (né le 7 mars 1864 au château de Benrath et mort le 22 octobre 1927 au château de Sigmaringen), Prince titulaire (Fürst) de Hohenzollern (il se marie deux fois : en 1889 avec la princesse Marie-Thérèse de Bourbon-Siciles qui lui donne trois enfants et en 1915 avec la princesse Adelgonde de Bavière).
- Ferdinand Ier de Roumanie (né le 24 août 1865 à Sigmaringen et mort le 20 juillet 1927 à Sinaia), qui succède au trône roumain à son oncle Carol Ier en 1914.
- Charles Antoine de Hohenzollern-Sigmaringen (né le 1er septembre 1868 à Sigmaringen et mort le 21 février 1919 au château de Namedy) (époux en 1894 de la princesse Joséphine de Belgique qui lui donne quatre enfants).

### Candidature au trône d'Espagne
En raison de sa qualité de membre (catholique) de la famille royale de Prusse, lointain cousin du roi de Prusse Guillaume Ier, le gouvernement espagnol — après l'abdication de la reine Isabelle II — lui propose le trône d'Espagne mais la France de Napoléon III, redoutant l'encerclement géographique par les Hohenzollern s'oppose à sa candidature. Le prince Charles-Antoine, ancien ministre-président du royaume de Prusse, fait comprendre à son fils que son avènement pourrait être un casus belli. Léopold renonce, mais Napoléon III demande au roi de Prusse une renonciation formelle prétextant que le roi Carol de Roumanie, frère cadet de Léopold était monté sur le trône de Roumanie malgré une première renonciation.
Otto von Bismarck, alors ministre-président du roi Guillaume Ier de Prusse, établit un résumé d'une communication de son roi. La dépêche (dite dépêche d'Ems) — plus courte que la lettre royale et sciemment modifiée par Bismarck pour provoquer la France  — choque le gouvernement français et enflamme l'opinion publique. La France, outrée, commence à mobiliser son armée. La Prusse fait de même et en profite pour rassembler les États allemands du Nord (voir guerre franco-allemande de 1870). Le 19 juillet, la France déclare la guerre à la Prusse.
En octobre 1880, il renonce à ses droits au trône de Roumanie (son frère le roi Carol Ier n'ayant pas de descendance masculine) en faveur de son fils aîné le prince Guillaume.

## Généalogie
Léopold de Hohenzollern-Sigmaringen appartient à la lignée de Hohenzollern-Sigmaringen issue de la quatrième branche, elle-même issue de la première branche de la maison de Hohenzollern. Cette lignée appartient à la branche souabe de la dynastie de Hohenzollern. Léopold de Hohenzollern-Sigmaringen a pour ascendant Bouchard Ier, comte de Zollern. Il est l'arrière-grand-père du roi Michel Ier de Roumanie.

## Titulature
- 22 septembre 1835 — 3 septembre 1869 : Son Altesse Royale le prince Léopold de Hohenzollern-Sigmaringen
- 3 septembre 1869 — 2 juin 1885 : Son Altesse Royale le prince Léopold de Hohenzollern
- 2 juin 1885 — 8 juin 1905 : Son Altesse Royale le prince de Hohenzollern

## Honneurs
Léopold est décoré de :
- Grand-croix de l'ordre d'Albert l'Ours (Anhalt) (24 mars 1865).
- Grand-croix de l'ordre de Saint-Étienne (Autriche) (1904).
- Grand-croix de l'ordre impérial de Léopold (Autriche) (1878).
- Chevalier de l'ordre de la Fidélité (Bade) (1858).
- Grand-croix de l'ordre du Lion de Zaeringen (Bade) (1858).
- Chevalier de l'ordre de Saint-Hubert (Bavière).
- Grand-cordon l'ordre de Léopold (Belgique).
- Grand-croix de l'ordre de Louis Ier de Hesse.
- Grand commandeur de l'ordre royal de la Maison de Hohenzollern (8 mai 1858).
- Grand-croix de l'ordre de la couronne de Wende (Mecklembourg).
- Grand-croix de l'ordre de la Tour et de l'Épée (Portugal).
- Grand-croix de l'ordre du Christ (Portugal).
- Grand-croix de l'ordre de Saint-Benoit d'Aviz de Portugal.
- Chevalier de l'ordre de l'Aigle noir (Prusse) (11 juin 1879).
- Chevalier de 1re classe de l'ordre de l'Aigle rouge (Prusse) (8 mai 1864).
- Croix de Fer, 2e Classe (Prusse) (1870).
- Croix de Service (Prusse).
- Grand-croix de l'ordre de l'Étoile de Roumanie.
- Chevalier de 1re Classe de l'ordre de Saint-Stanislas (Russie).
- Chevalier de l'ordre de la Couronne de Rue (Saxe).
- Grand-croix de l'ordre de la Maison ernestine de Saxe (duché de Saxe-Cobourg et Gotha) (avril 1864).
- Grand-croix de l'ordre du Faucon blanc (Saxe-Weimar) (6 mars 1869).
- Médaille du Mérite Militaire avec épées (Schaumbourg-Lippe).
- Grand-croix de l'ordre de la Couronne de Wurtemberg (1875).